# Oracions

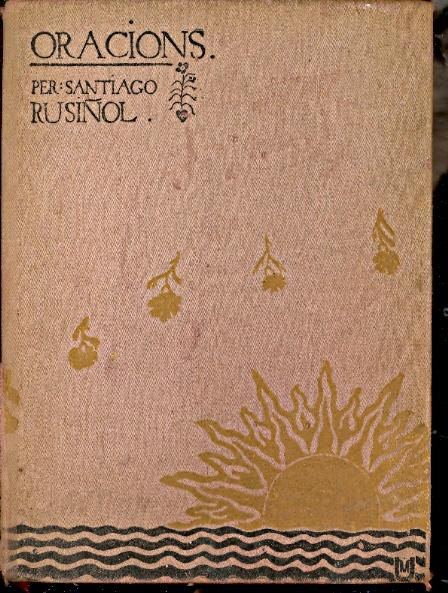
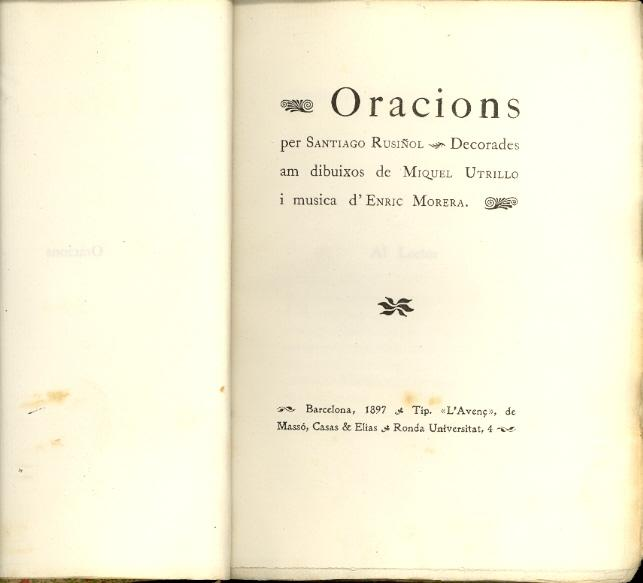
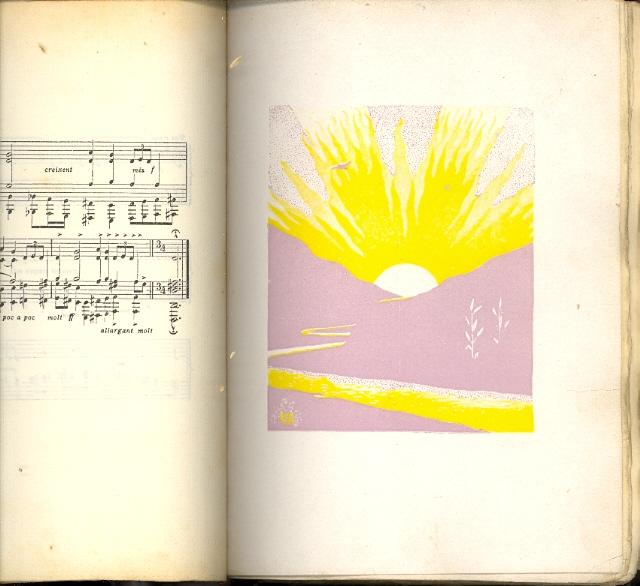
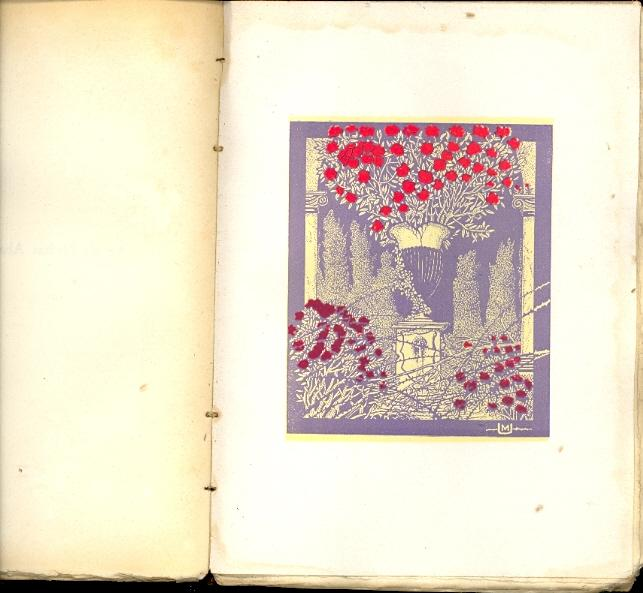
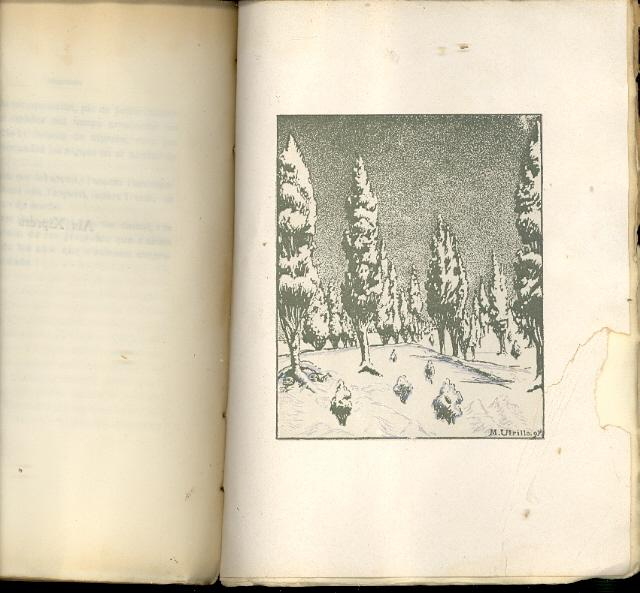

Oracions (1897) és un llibre de prosa poètic escrit per l'artista modernista Santiago Rusiñol, amb música d'Enric Morera per a determinats passatges i amb trenta-dos dibuixos realitzats per Miquel Utrillo per il·lustrar els capítols de l'obra. La gènesi d'Oracions s'esdevé durant l'estada dels artistes a Granada, precisament Rusiñol comença a dur-la a terme havent tornat del viatge. Respecte a Miquel Utrillo, fa els dibuixos durant la primavera de 1897, i durant aquest temps també realitza el cartell d'anunci i la propaganda. Anterior a la publicació d'Oracions és l'acte que se celebra a la Sala de Càtedres de l'Ateneu Barcelonès en què Rusiñol llegeix alguns capítols, es projecten les il·lustracions de Miquel Utrillo amb megàscop i els acompanya Enric Morera amb la música que ha compost per a l'obra i el baríton Puiggener n'interpreta algunes cançons.
Oracions és l'obra més representativa de l'Art Total del Modernisme i la seva recepció en els medis culturals català i hispànic és immillorable, a jutjar pels comentaris de personalitats com Miguel de Unamuno o Joan Maragall i molts d'altres. Pel que fa als dibuixos d'Utrillo, Maragall n'escriu entusiasmat a Rusiñol: “Digues a l'Utrillo que sempre torno a mirar (és un vici que he agafat) L'Alba, La Rosada, El Dia (allò és la terra del cel), Les Cascades, L'Arc de Sant Martí (ple de sentit), La Boira, El Partenon, i aquell sobirà Cant Pla".
Les fonts d'inspiració d'Utrillo han estat diverses. Una de les obres més idealistes de Rusiñol, l'al·legoria de La Música, s'entreveu a Al Dia; la silueta i les gàrgoles de Notre-Dame de París per a A les catedrals gòtiques- presents, també, a Impresiones de Arte, dibuixades per Ignacio Zuloaga- pertanyen el record d'Utrillo; el viatge a Granada es fa palès amb l'Alhambra com a font inspiradora del text que li és dedicat- una recreació fantasiosa i decorativista del Pati dels Lleons- i l‘avinguda de xiprers del Generalife al text dedicat a A la Lluna. Altres dibuixos són fruit de la inspiració directament simbolista d'Utrillo: Al Mar i A la Boira, Als Jardins abandonats i Als xiprers. Alguns provenen de la influència neogòtica, Als Infants, mentre que d'altres són fruit de la imaginació de l'artista, com succeeix amb Al Mar i A les Estrelles. L'ofici, plenament consolidat, d'Utrillo s'observa en la delicadesa, en el dibuix i en l'esclat de color d'Al Alba, A les Cascades i A les Piràmides. Al cartell del llibre, els xiprers procedeixen directament de la visió del Generalife, mentre que la figura femenina que llegeix les Oracions rusiñolianes participa de les característiques del dibuix simbolista d'Utrillo. Els dibuixos d'Oracions constitueixen el moment culminant de la vocació creativa d'Utrillo.